# Benedetto Menni
Benedetto Menni, nascut Angelo Ercole Menni (Milà, Itàlia, 11 de març de 1841 - Dinan, França, 24 d'abril de 1914) va ser un religiós italià, frare de l'Orde Hospitalari de Sant Joan de Déu i fundador de la congregació de les Germanes Hospitalàries del Sagrat Cor de Jesús. És venerat per l'Església catòlica. Va ser proclamat beat el 23 de juny del 1985, per Joan Pau II, que el va canonitzar el 21 de novembre del 1999. El seu cos reposa a la capella de l'hospital de Ciempozuelos.

## Joventut
Angelo Ercole Menni va néixer el 1841, cinquè fill de Luisa Frigini i Luigi Menni, una família de petits comerciants. De vida sòbria i austera, va estudiar a la Università degli studi de Milano. Als dinou anys va deixar el seu treball en un banc per ajudar els ferits de la batalla de Magenta i, després d'aquesta experiència, va decidir d'ingressar en l'orde dels Germans de Sant Joan de Déu, on va prendre el nom de religió de Benet. L'1 de maig de 1860 va entrar a servir a l'hospital de Lodi i el 14 d'octubre de 1866 va ser ordenat sacerdot a Roma.
L'abril de 1867 fou enviat a Espanya, per a restaurar l'orde dels Germans de Sant Joan de Déu, suprimit arran de la desamortizació de Mendizábal (1835-1836). Sense mitjans econòmics, obté la protecció de la mecenes de Barcelona Dorotea de Chopitea i el 1868 funda a Barcelona una casa-asil per a nens pobres i malalts, el primer del seu tipus a tot l'Estat espanyol. L'esclat de la revolució de 1868 fa que hagi de marxar a Marsella, d'on anirà a Navarra, on els germans hospitalaris atenien els ferits de la tercera guerra carlina, tant al front com en un hospital que es funda llavors a Pamplona.

## Fundacions
El 1877 va fundar un hospital psiquiàtric a Ciempozuelos, prop de Madrid, dotat d'equipament modern i on s'aplicaren els mètodes terapèutics més innovadors del moment, ja que es volia canviar la visió que es tenia llavors dels trastorns mentals com a inguaribles i incomprensibles. El consell de Menni sobre aquest malalts era: «Tenir-ne cura com dels nens, però tractant-los com a persones».
Poc després va fundar, també a Ciempozuelos, un hospital psiquiàtric per a dones, i per tenir-ne cura va fundar, el 1881, una congregació de religioses, les Germanes Hospitalàries del Sagrat Cor de Jesús, dedicada a la cura de malalts mentals. La fundació va fer-la conjuntament amb María Josefa Recio i María Angustias Giménez, les primeres germanes. El començament fou difícil. La primera superiora va ésser morta per un malalt mental. L'obra va continuar endavant i en vida de Menni va arribar a quinze hospitals més.
Entre 1881 i 1903, Menni va fundar catorze hospitals psiquiàtrics i va configurar la primera xarxa assistencial en el camp de la salut mental a Espanya, suplint la manca d'interès de l'administració pública. Entre ells hi figura el manicomi de Sant Boi de Llobregat, fundat el 1854 per Antoni Pujadas i Mayans i adquirit per Menni l'any 1895. Va seguir un conflicte entre els ambdós ordes que va durar fins 1914 i que va acabar amb la partició del conjunt.
L'èxit de la xarxa va venir donat per una bona gestió financera, al començament basada en les donacions dels benefactors, i una gestió del personal, especialment format, molt encertada. Les institucions hospitaleres, a més, establien convenis amb les diputacions provincials per fer-se càrrec d'aquest tipus de malalts. Així, l'hospital atenia tota mena de malalts. En destaca la teràpia ocupacional que seguien.
L'Orde de Sant Joan de Déu es tornà a difondre per Espanya (fins a 24 hospitals mentre vivia Menni) i, el 1893, a Portugal i més tard a França. El 1901 van obrir hospitals a Mèxic. Menni en fou pare provincial d'Espanya (1884), visitador apostòlic (1909-1911) i el 1911 prepòsit general per nomenament de Pius XI, però va haver de dimitir del càrrec un any després, ja que els novicis i part de la comunitat criticaven la seva actitud rigorosa i severa.
Es va retirar a França i va ésser enviat a la ciutat de Dinan a la Bretanya on morí el 1914.